# Raparna grisescens
Raparna grisescens är en fjärilsart som beskrevs av Edward P. Wiltshire 1967. Raparna grisescens ingår i släktet Raparna och familjen nattflyn. Inga underarter finns listade.